# NGC 3221
NGC 3221 ist eine Balken-Spiralgalaxie vom Hubble-Typ SBc im Sternbild Löwe an der Ekliptik. Sie ist schätzungsweise 180 Millionen Lichtjahre von der Milchstraße entfernt. Die Entfernungsmessungen basierend auf den Radialgeschwindigkeiten stimmen nicht mit den rotverschiebungsunabhängigen Entfernungsschätzungen von 144 ± 29 Millionen Lichtjahren überein.
Das Objekt wurde am 1. Januar 1862 von Heinrich d’Arrest entdeckt.